# Жеффруа, Матьё Огюст
Матье-Огюст Жеффруа (фр. Mathieu Auguste Geffroy; 1820—1895) — французский историк; был профессором истории в нормальной школе и в Сорбонне, директором французской школы в Риме.

## Сочинения
- Histoire des Etats Scandinaves (1851)
- Lettres inédites de Charles XII (1852)
- Gustave III et la cour de France (1867)
- Marie-Antoinette. Correspondance secrète (1874)
- Rome et les barbares (1874)
- L’Ecole française de Rome, ses origines, son objet, ses premiers travaux (1877)
- L’Ecole française de Rome, ses premiers travaux, antiquité classique, moyen âge (1884)
- M-me de Maintenon (1887)
- и другие